# Stockton Challenger
Stockton Challenger – męski turniej tenisowy rangi ATP Challenger Tour. Rozgrywany na kortach twardych w amerykańskim Stockton w latach 2016–2018.

## Mecze finałowe

### Gra pojedyncza
| Rok  | Mistrz         | Finalista    | Wynik    |
| 2018 | Lloyd Harris   | Marc Polmans | 6:2, 6:2 |
| 2017 | Cameron Norrie | Darian King  | 6:1, 6:3 |
| 2016 | Frances Tiafoe | Noah Rubin   | 6:4, 6:2 |

### Gra podwójna
| Rok  | Mistrzowie                 | Finaliści                              | Wynik          |
| 2018 | Darian King Noah Rubin     | Sanchai Ratiwatana Christopher Rungkat | 6:3, 6:4       |
| 2017 | Brydan Klein Joe Salisbury | Denis Kudla Miķelis Lībietis           | 6:2, 6:4       |
| 2016 | Brian Baker Sam Groth      | Matt Reid John-Patrick Smith           | 6:2, 4:6, 10–2 |